# 小苏干湖
小苏干湖是一个位于中国甘肃省酒泉市阿克塞哈萨克族自治县境内的湖泊，位于大苏干湖以北20千米。湖水主要来源于大哈尔腾河、小哈尔腾河潜流，湖水通过齐力克河流向大苏干湖。水域面积11.6平方千米，平均水深0.6米，蓄水量0.24亿立方米，湖水矿化度1.0～1.2克每升，属于微咸水湖。